# باستورانو
باستورانو؛ هي كومونا ( بلدية ) وتقع باستورانو في مقاطعة كاسيرتا الواقعة في منطقة كامبانيا الإيطالية، وتقع حوالي 40 كيلومتر ( 25 ميل ) شمال منطقة نابولي وحوالي 15 كيلومتر ( 9 ميل ) شمال غرب منطقة كاسيرتا. وتقع باستورانو على حدود البلديات الآتية وهي: كاميجليانو وجيانو فيتوستو وبيناتارو ماجيوري وفيتولازيو.
وفي عام 1815 تم توقيع معاهدة كاسالانزا والتي كانت بين جيشي النمسا وجيش نابولي، وقد كان ذلك بعد أن هزم ملكهم الأخير، جواكيم مورات، في معركة تولينتينو.